# När konstnärer älska
När konstnärer älska är en svensk dramafilm från 1915 i regi av Mauritz Stiller. 

## Om filmen
Filmen premiärvisades 6 april 1915 på Paladsteatret i Kristiania Norge. Filmen spelades in vid Svenska Biografteaterns ateljé på Lidingö med exteriörer från Restaurant Hasselbacken på Djurgården och Djurgårdsbrunnskanalen och utanför Villa Bergsgården i Stockholm av Julius Jaenzon.  

## Rollista (i urval)
- Lili Bech – Thora Flemming, skådespelerska
- Egil Eide – Bernhard Steen, professor i måleri
- Gunnar Tolnæs – Ernst Lycke, ung konstnär